# Zelów
Zelów is een stad in het Poolse woiwodschap Łódź, gelegen in de powiat Bełchatowski. De oppervlakte bedraagt 10,75 km², het inwonertal 8136 (2005).